# Estação de Saint-Germain-en-Laye
A Estação de Saint-Germain-en-Laye é uma estação ferroviária francesa, terminal sem saída da linha de Paris-Saint-Lazare a Saint-Germain-en-Laye. Está localizado no centro da cidade, sob a esplanada do castelo, no território da comuna de Saint-Germain-en-Laye, no departamento de Yvelines, na região da Ilha de França.
Estação da Régie Autonome des Transports Parisiens (RATP) desde 1972, ela é servida por trens do ramal A1 da linha A do RER Île-de-France, do qual é o terminal. A partir desta estação, pode se chegar a La Défense em 20 minutos, a Paris (Estação de Charles-de-Gaulle-Étoile) em 24 minutos e ao centro da capital (Estação de Châtelet - Les Halles) em 30 minutos.

## Situação ferroviária
Estabelecida a uma altitude de 82 metros, a estação sem saída e subterrânea de Saint-Germain-en-Laye está localizada no ponto quilômetro (PK) 20.477 da linha de Paris-Saint-Lazare a Saint-Germain-en-Laye após a Estação de Le Vésinet - Le Pecq.

## História

### Linha de Paris a Le Pecq
Saint-Germain-en-Laye é servida por trem desde 1837. Originalmente, no entanto, devido à dificuldade técnica de fazer com que os trens subissem até o planalto sobre o qual a cidade foi construída, o terminal oeste da primeira linha ferroviária da Île-de-France, de Paris a Saint-Germain, foi construída na cidade vizinha de Le Pecq, no extremo sul do que hoje é a Avenida Jean-Jaurès. Foi fechado dez anos depois, quando foi construído um viaduto para cruzar o Rio Sena e locomotivas mais potentes permitiram que os trens subissem a encosta que levava ao terraço de Saint-Germain. Esta estação de Le Pecq tinha um edifício monumental; foi abandonado, enterrado sob novas construções, esquecido, e somente foi exumado durante as escavações arqueológicas em 2017.

### Primeira estação (1847-1972)
A estação Saint-Germain-en-Laye, na atual rue de la Surintendance, foi inaugurada em 14 de agosto de 1847. Possui um edifício de fachada arredondada que dá acesso às estradas situadas abaixo do parque do castelo.
Em 30 de novembro de 1882, uma via de ligação com a estação da Grande Ceinture é colocada em serviço. Antes da guerra, em 1914, foi projetado « um plano para reconstruir a estação que consiste em primeiro destruí-la » para uma reconstrução subterrânea, como as estações de metrô, com a transformação da linha em uma linha metropolitana que a colocaria a 24 minutos de Paris. Em 1922, o jornal L'Intransigeant destacou que esta antiga estação histórica é « inconveniente, apertada e malcheirosa » e totalmente inadequada à modernidade do serviço ferroviário. Um informante lhe disse que um plano de reconstrução deveria ser implementado em breve.

A estação no início dos anos 1900
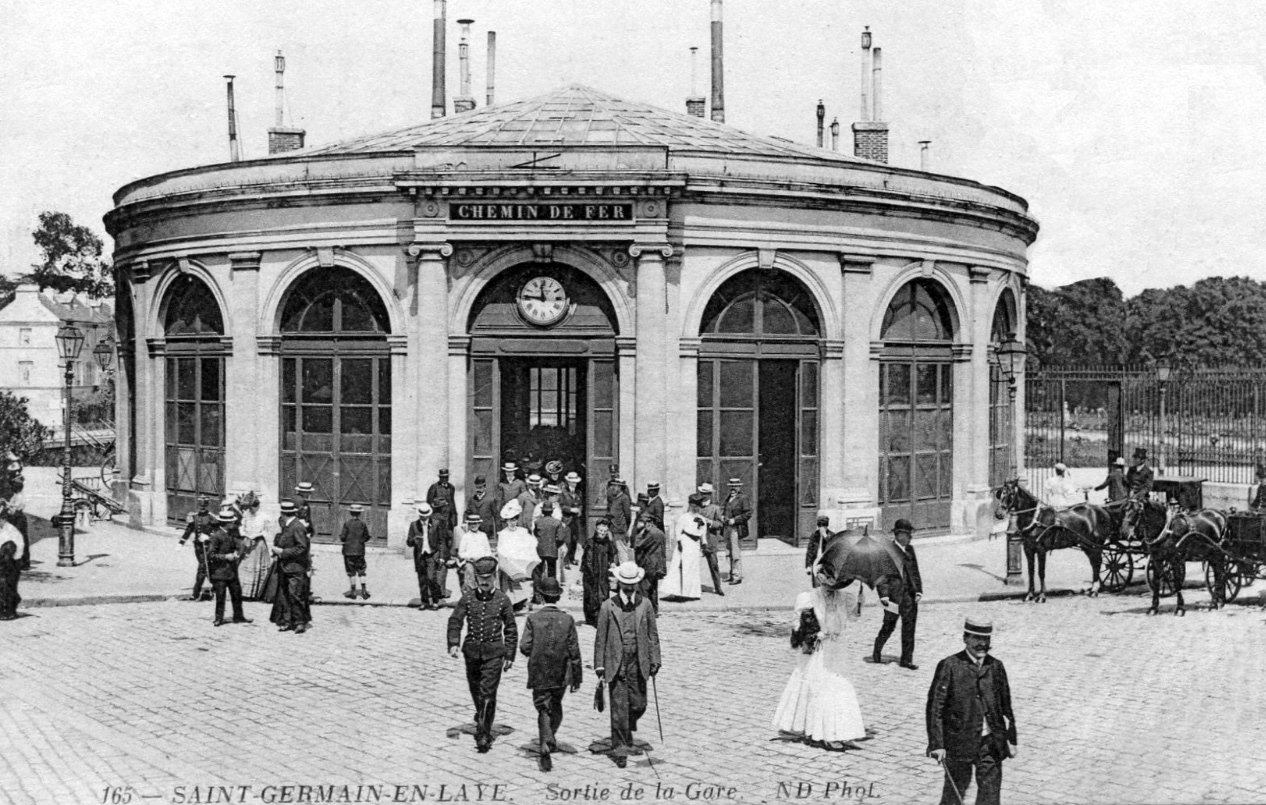
Bâtiment et cours.
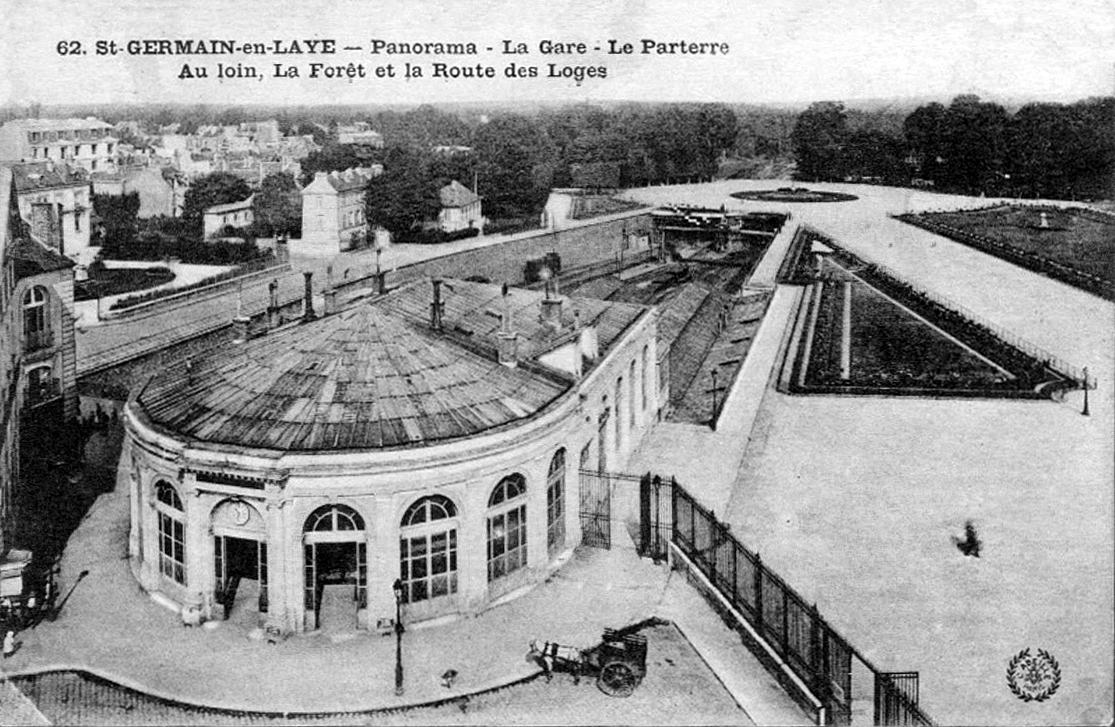
Bâtiment et intérieur.
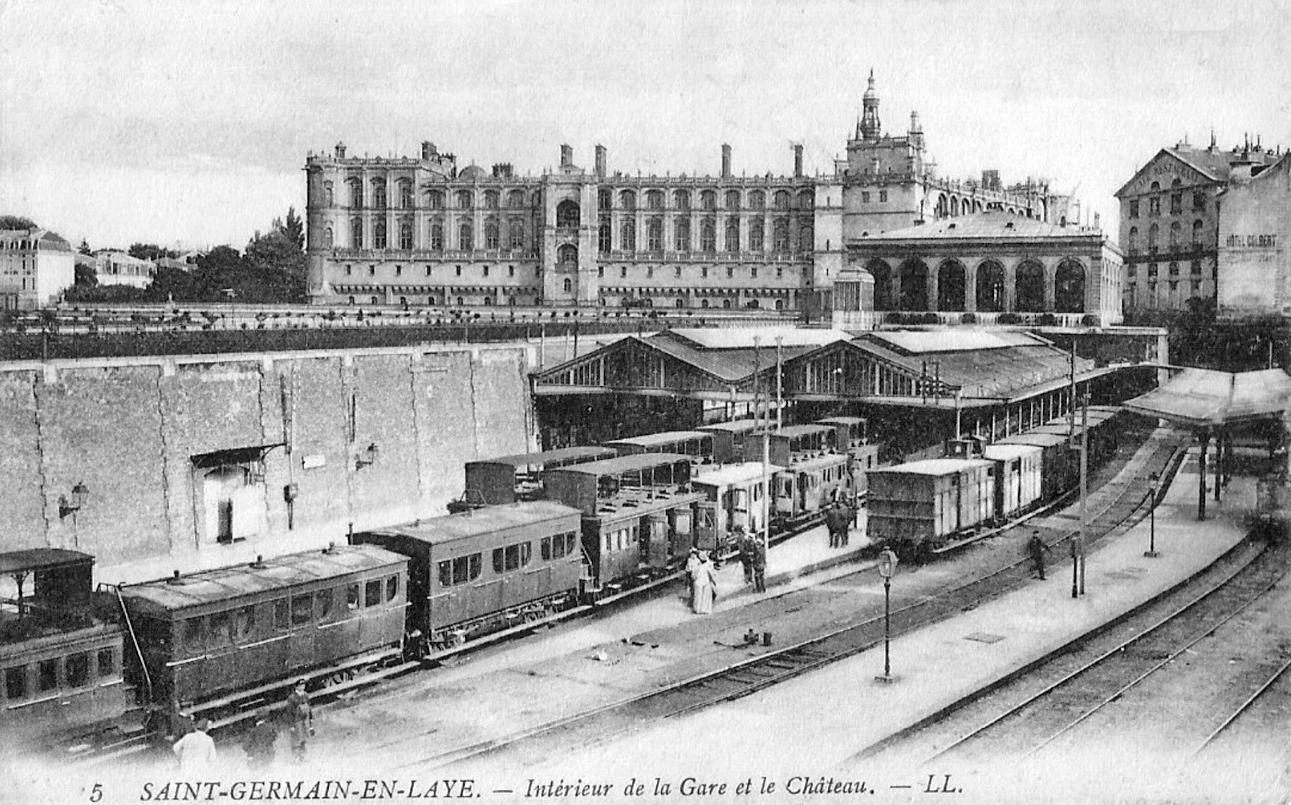
Intérieur et château.

- Predefinição:Centrer
- Predefinição:Centrer
- Predefinição:Centrer

Em 1924, a autarquia foi autorizada a contrair um empréstimo para a realização das obras de remodelação e ampliação das instalações da estação, declaradas de utilidade pública. Foi eletrificado em 1927. Em 1928, L'Intransigeant publicou uma foto da estação renovada. É o interior da estação que foi modificado, nomeadamente com novas coberturas para as plataformas.
Esta estação foi destruída durante a conversão da ligação ferroviária em linha da rede expressa regional d'Île-de-France (RER). Ele foi substituída por uma estação subterrânea.

### Segunda estação
Em 1 de outubro de 1972, o trecho entre Nanterre-Université e Saint-Germain-en-Laye é retrocedido à RATP pela SNCF e integrado na linha A do RER, da qual constitui o ramal A1.
De 2009 a 2011, o pólo RER de Saint-Germain-en-Laye foi reformulado para desenvolver a multimodalidade, como a criação de um estacionamento para bicicletas, e para promover a acessibilidade para todos, como o alargamento das calçadas.
Em 2017, segundo estimativas da RATP, 4 545 802 passageiros entraram nesta estação.

### Reestruturação na abertura da linha T13
Desde 6 de julho de 2022, a estação de Saint-Germain-en-Laye está em correspondência com o T13 Express, ligando-a à estação de Saint-Cyr.
O projeto especifica:
A estação está localizada abaixo dos terraços do Château de Saint-Germain-en-Laye, no final da Avenue des Loges. No centro das vias, as plataformas estão em correspondência direta com a casa de câmbio do RER A, acessível em 2 minutos e 30 minutos através de um túnel iluminado, equipado com esteiras transportadoras nos dois sentidos e equipada com videovigilância. A inserção deste terminal foi objeto de um trabalho significativo com o Architecte des Bâtiments de France. O objetivo: que não prejudique a perspectiva oferecida a partir do castelo, o que é possível graças à sua localização na parte inferior dos terraços.

## Serviço aos passageiros

### Entrada
Esta estação da Régie Autonome des Transports Parisiens (RATP), subterrânea, tem três acessos.
Possui duas plataformas, uma das quais central, servindo as três vias. A estação da futura linha de tramway T13 está localizada na superfície a cerca de 300 m da estação; uma galeria subterrânea liga os dois locais.

Instalações
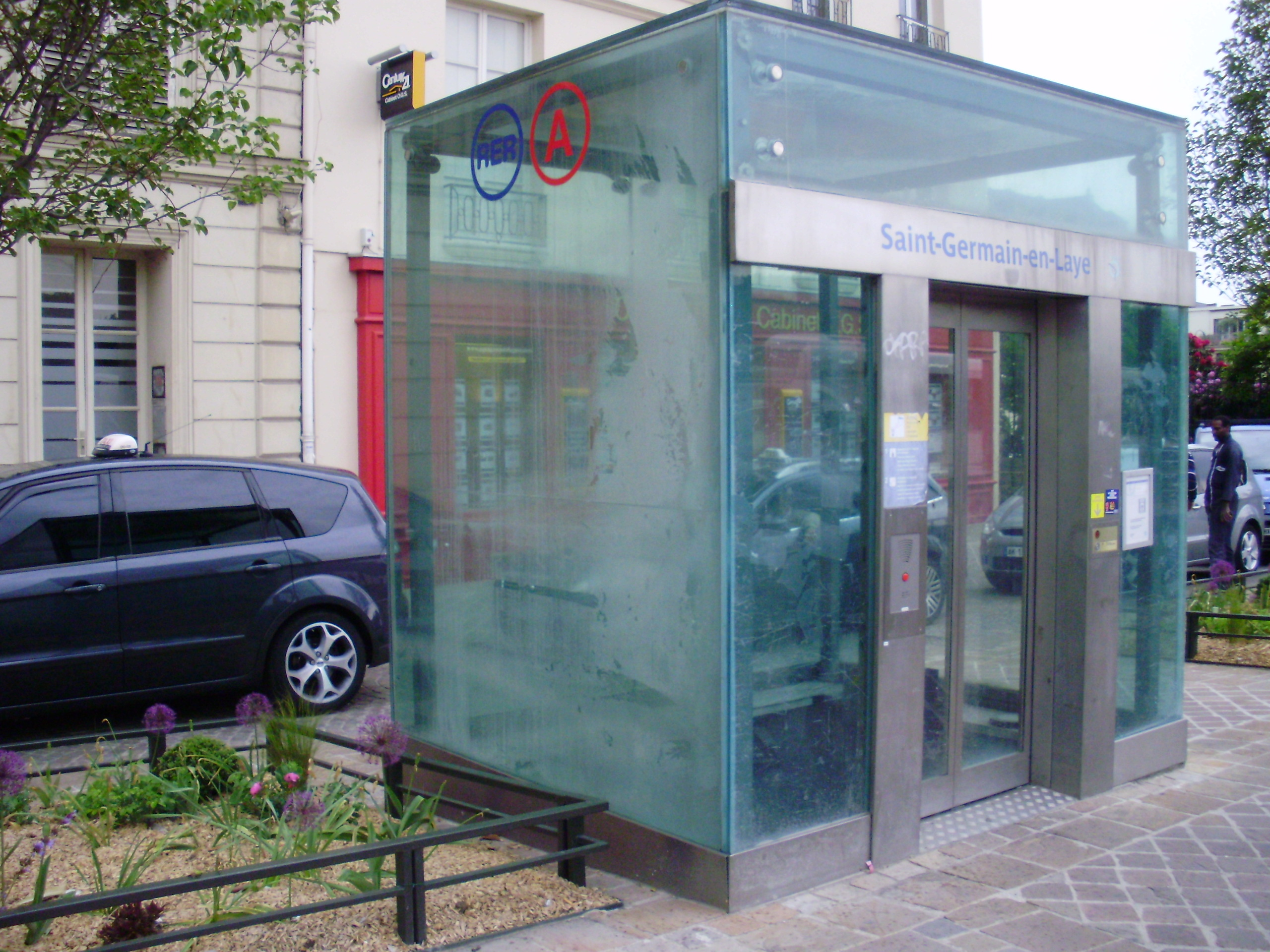
En 2010.
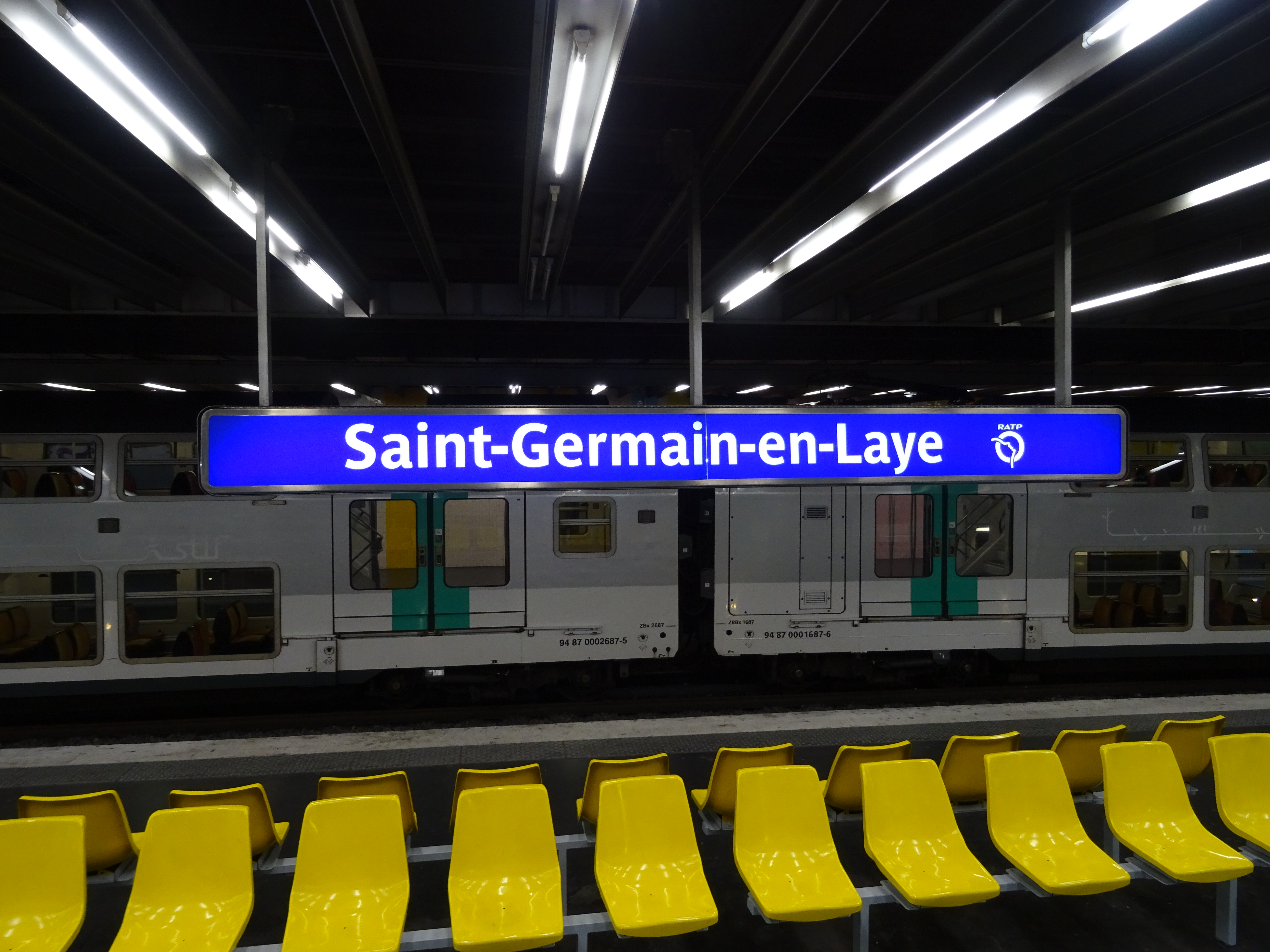
En 2017.
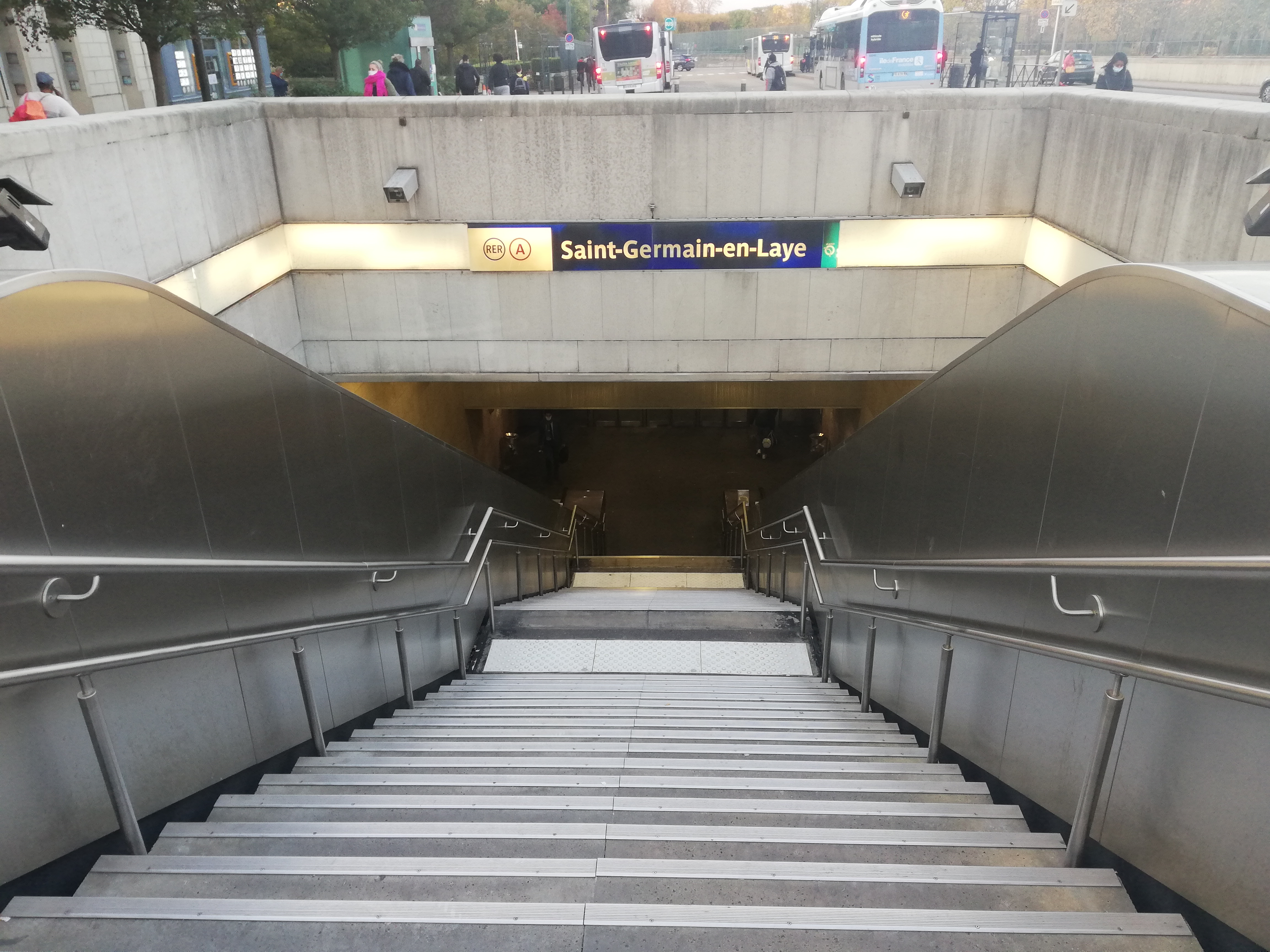
En 2020.
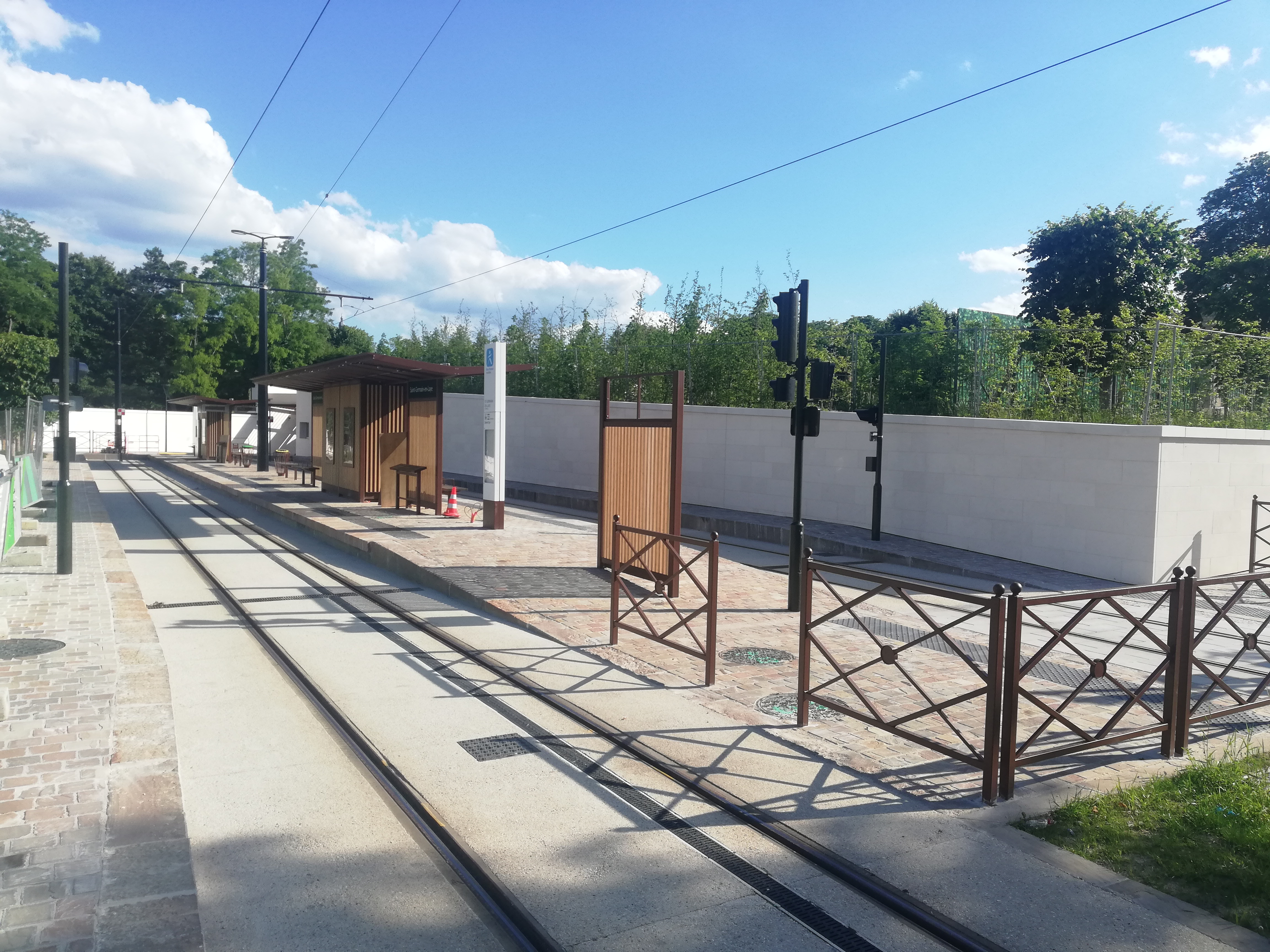
La station de la ligne T13 quasi-achevée, en 2022.

- Predefinição:Centrer
- Predefinição:Centrer
- Predefinição:Centrer
- Predefinição:Centrer

### Ligação
Saint-Germain-en-Laye é servida por trens do ramal A1 da linha A do RER d'Île-de-France, do qual é o terminal. O serviço é fornecido à razão de um trem a cada 8 a 12 minutos fora do horário de pico durante a semana e a cada 10 minutos nos finais de semana e feriados, bem como durante o horário de pico. À noite, a frequência do serviço é de 15 minutos, tanto na partida como na chegada.

Instalações e atendimento
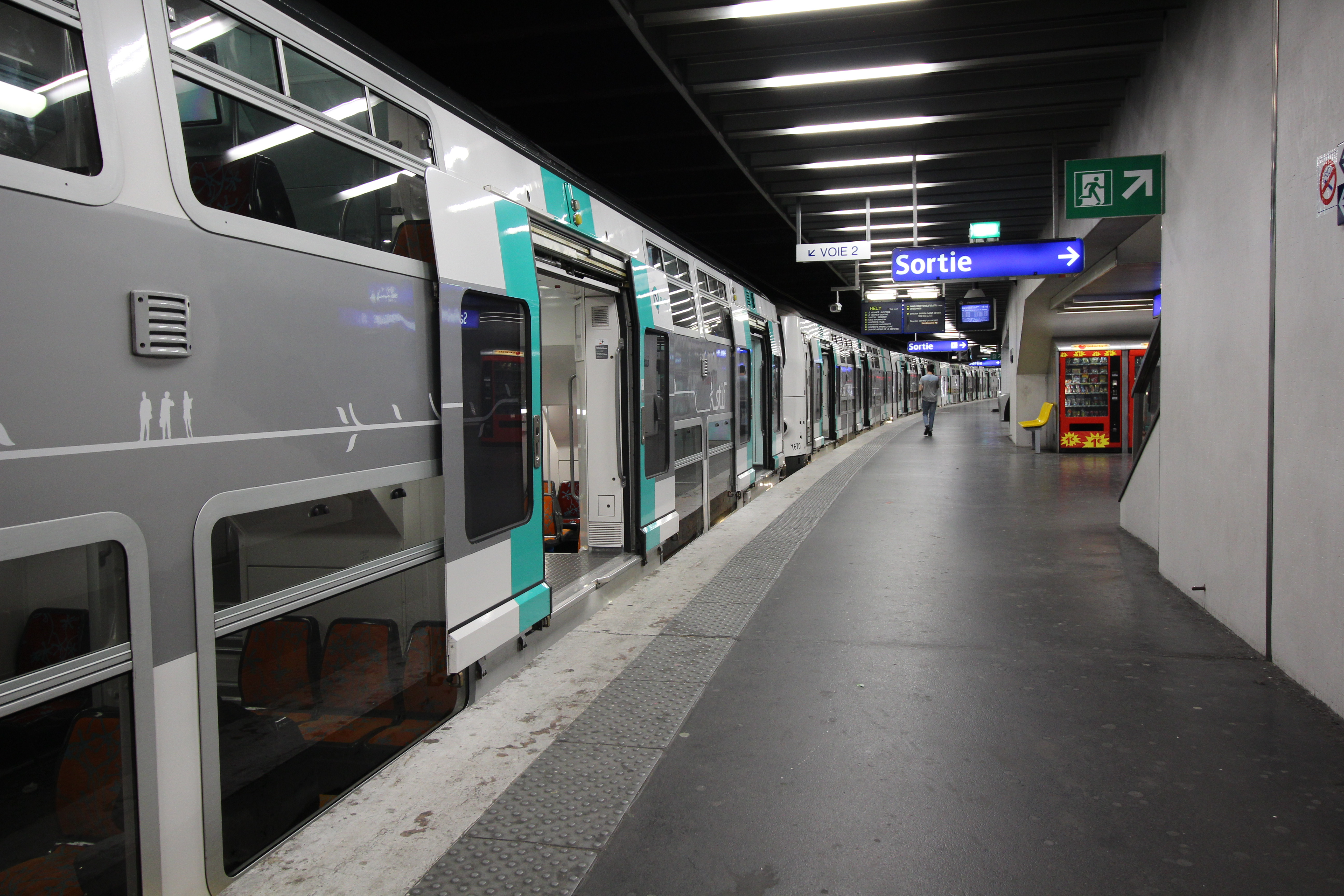
En 2016.
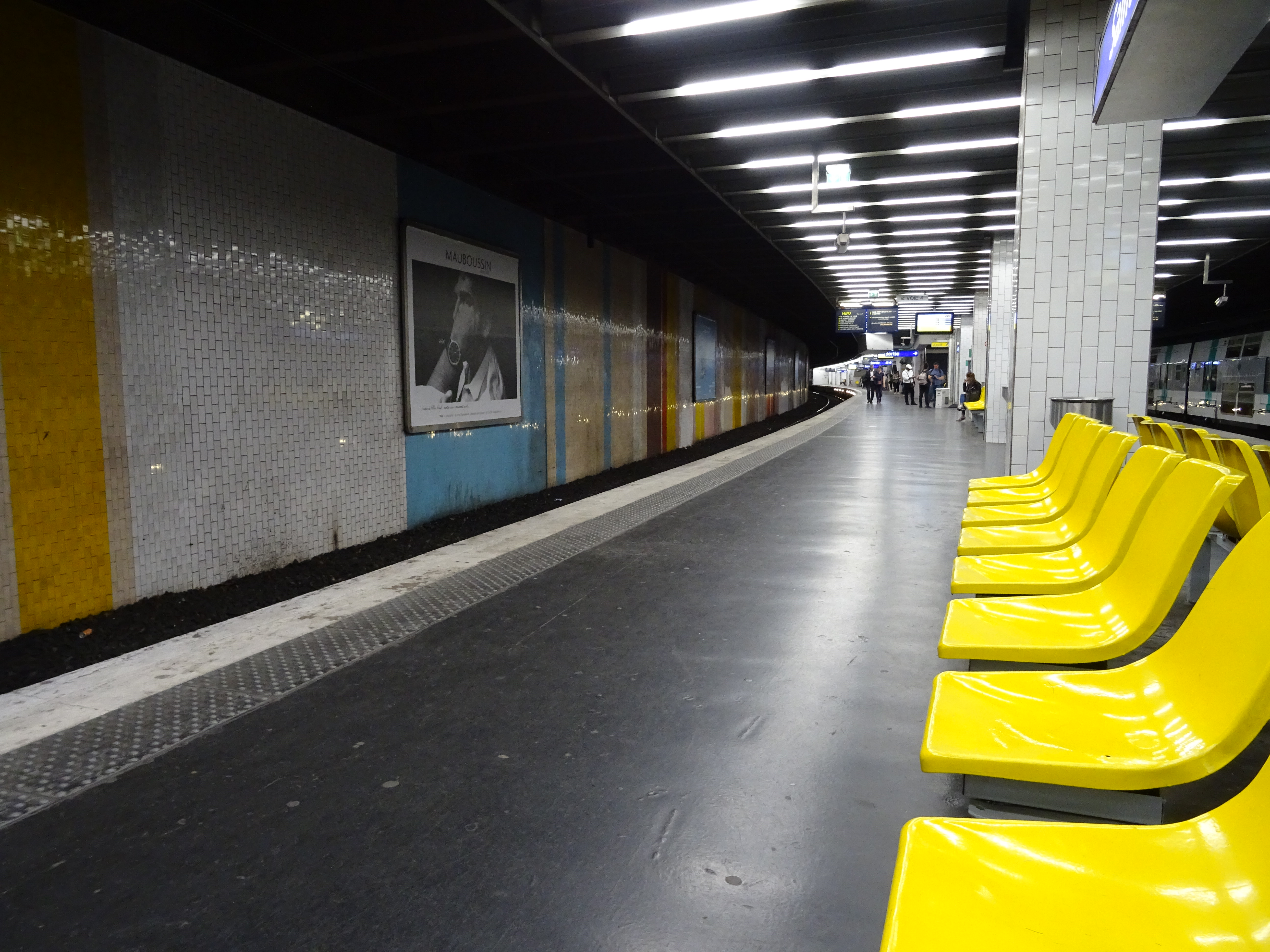
En 2017.
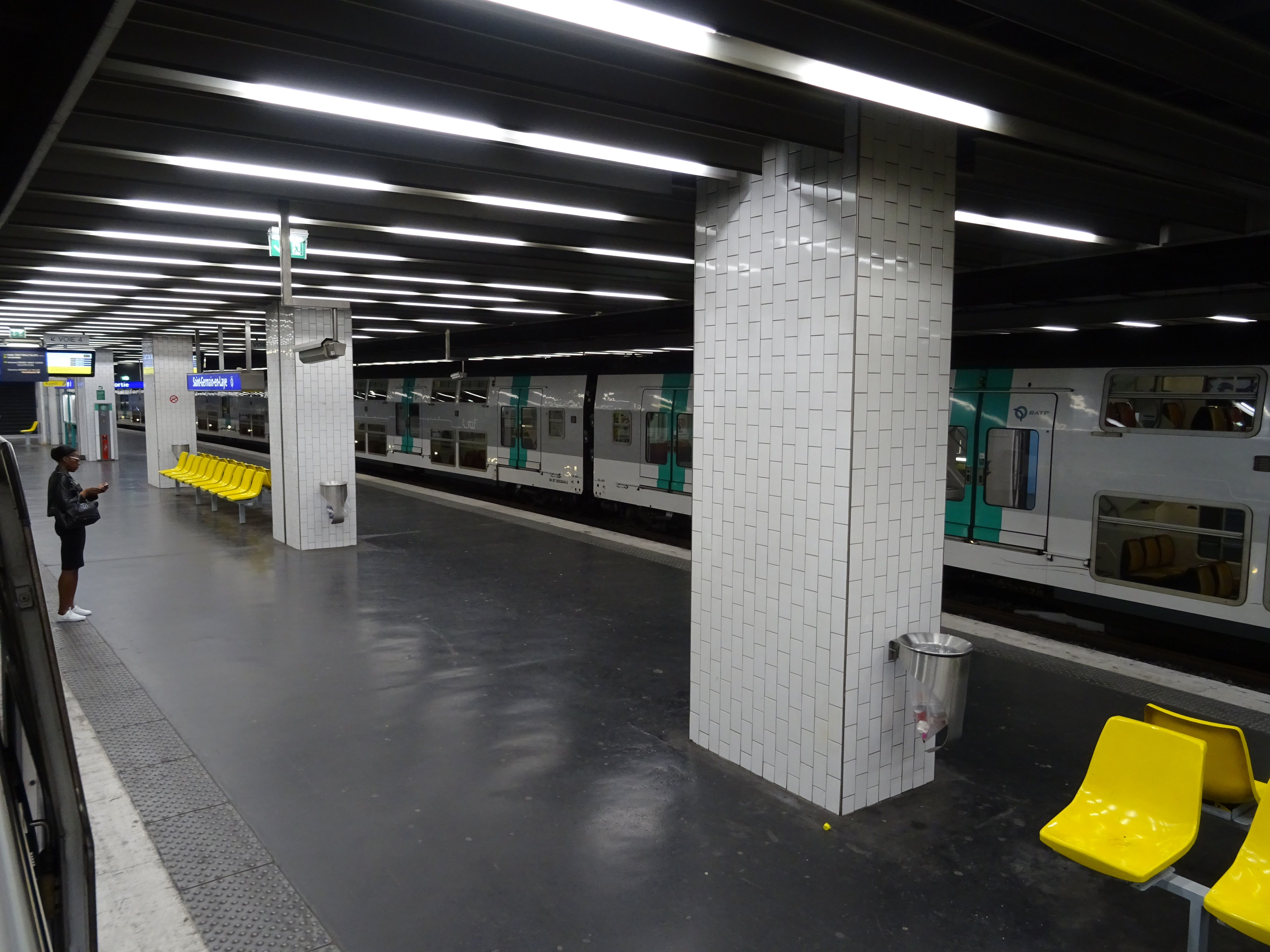
En 2017.

- Predefinição:Centrer
- Predefinição:Centrer
- Predefinição:Centrer

### Intermodalidade
Desde 6 de julho de 2022, a estação está conectada à linha 13 Express do Tramway d'Île-de-France.
A estação é servida pelas linhas R1, R2N, R2S, R3N, R3S, R4, R5 e R6, 1, 10, 15, 15S e Soirée Saint-Germain-en-Laye da rede de ônibus Saint-Germain Boucles de Seine, pela linha 23 da sociedade de transportes Courriers de Seine-et-Oise, pelas linhas 4 e Express 27 do estabelecimento Transdev em Conflans, pelas linhas 3 e 21, 24, 26 da rede de ônibus Poissy - Les Mureaux, pela linha 512 do estabelecimento Transdev em Ecquevilly, pela linha 22 da rede Mantois, pela linha 2 da rede Argenteuil - Boucles de Seine, pela linha 259 do ônibus RATP e, à noite, pela linha N153 da rede Noctilien.

### Pontos turísticos
A estação está localizada perto do castelo de Saint-Germain-en-Laye, da floresta de mesmo nome e do centro da cidade.